# Campionati europei di beach volley 2001
Il Campionato europeo di beach volley si è svolto dal 6 settembre al 9 settembre a Jesolo. È stata la nona edizione per la sezione uomini, e l'ottava per la sezione donne.

## Competizione maschile
Hanno partecipato 24 coppie.
| RANK | FINAL RANKING                        |
| ---- | ------------------------------------ |
|      | Markus Egger e Sascha Heyer          |
|      | Martin Laciga e Paul Laciga          |
|      | Vegard Høidalen e Jørre Kjemperud    |
| 4.   | Clemens Doppler e Peter Gartmayer    |
| 5.   | Janis Grinbergs e Andris Krumins     |
| 5.   | João Brenha e Miguel Maia            |
| 7.   | Bartosz Bachorski e Janusz Bulkowski |
| 7.   | Drazan Slacanin e Markus Dieckmann   |
| 9.   | Sergey Ermishin e Mikhail Kouchnerev |
| 9.   | Patrick Heuscher e Stefan Kobel      |
| 9.   | Oliver Oetke e Andreas Scheuerpflug  |
| 9.   | Maurizio Pimponi e Andrea Raffaelli  |
| 13.  | Nikolas Berger e Oliver Stamm        |
| 13.  | Bjorn Berg e Simon Dahl              |
| 13.  | Kaarel Kais e Kristjan Kais          |
| 13.  | Iver Horrem e Bjørn Maaseide         |
| 17.  | Javier Bosma e Antonio Cotrino       |
| 17.  | Michal Biza e Michal Palinek         |
| 17.  | Agustin Correa e Fabio Diez          |
| 17.  | Dmitry Karasev e Oleg Kiselev        |
| 17.  | Stéphane Canet e Mathieu Hamel       |
| 17.  | José Pedrosa e José Teixeira         |
| 17.  | Giuseppe Bua e Dio Lequaglie         |
| 17.  | Jörg Ahmann e Axel Hager             |

## Competizione femminile
Hanno partecipato 24 coppie
| RANK | FINAL RANKING                           |
| ---- | --------------------------------------- |
|      | Vasso Karadassiou e Efi Sfyri           |
|      | Simone Kuhn e Nicole Schnyder-Benoit    |
|      | Andrea Ahmann e Ulrike Schmidt          |
| 4.   | Rebekka Kadijk e Marrit Leenstra        |
| 5.   | Eva Celbová e Sona Novaková             |
| 5.   | Denise Koelliker e Karin Trussel        |
| 7.   | Cristina Pereira e Maria José Schuller  |
| 7.   | Giseli Gavio e Annamaria Solazzi        |
| 9.   | Daniela Gattelli e Lucilla Perrotta     |
| 9.   | Lina Yanchulova e Petia Yanchulova      |
| 9.   | Susanne Glesnes e Kathrine Maaseide     |
| 9.   | Ildiko Ancsin e Anna Grozer (HUN)       |
| 13.  | Margherita Chiavaro e Manuela Malerba   |
| 13.  | Maike Friedrichsen e Danja Müsch        |
| 13.  | Krisztina Nagy e Katalin Schlegl        |
| 13.  | Marika Teknedzjanová e Tereza Tobiasová |
| 17.  | Andrea Luge e Audrey Syren              |
| 17.  | Hana Opatovska e Zuzana Opatovska       |
| 17.  | Anna Voronova e Ekaterina Voronova      |
| 17.  | Inguna Minusa e Inga Pulina             |
| 17.  | Brigitte Stampfer e Michaela Meissinger |
| 17.  | Barbara Fuchs e Sara Montagnolli        |
| 17.  | Mireya Kaup e Claudia Pavlicek          |
| 17.  | Sabina Swoboda e Christine Mellitzer    |